# Sylvan
Sylvan es una banda alemana de rock progresivo procedente de Alemania.

## Historia
Kay Söhl y los teclistas Volker Söhl y Matthias Harder fundaron la banda Temporal Temptation en 1990. Ese verano, los que a la postre serían los fundadores de Sylvan tocaron por primera vez en directo, sobre todo hard rock cantado en alemán, con sólo un poco de rock progresivo.
En otoño de 1990, la banda cambió su nombre por el de Chameleon, como símbolo de versatilidad. El arte del álbum se parecía a las primeras cubiertas de Marillion y nunca se publicó. Durante el verano de 1991, Marko Heisig se unió a Chameleon como cantante y bajista. Entre 1992 y 1994, su música se volvió sombría y agresiva. En 1992, se publicó la primera maqueta oficial de Chameleon. Con Matthias Koops como primera voz, se grabó la segunda maqueta oficial. El título era Slaves y sus cortes eran «Time», «Slaves», «Mirror of a Lifetime» y «Childhood Dreams».
En 1995, el músico invitado Marco Glühmann se unió a la banda y se grabó una tercera y última maqueta. La lista de canciones era «Beren and Luthien», «Golden Cage» y «Outro». Todas estas canciones aparecieron posteriormente en el álbum Deliverance de alguna u otra forma.
En 1997 tuvo lugar el último concierto en directo con el nombre de Chameleon. La banda cambió entonces su nombre por el de Sylvan. En 1998 se grabó Deliverance y en 2000 se publicó un segundo CD, Encounters.
Sylvan había echado mano de varios bajistas, pero, en la primavera de 2000, Sebastian Harnack ocupó el puesto de forma permanente. Tras el lanzamiento de Encounters, la banda salió de gira en Alemania y en varios festivales de Europa e incluso en México. Otro momento destacado fue la actuación de Encounters / Das Rockballet junto con el «New Dance Project». En octubre de 2002, Sylvan publicó un tercer álbum, Artificial Paradise.
El cuarto álbum de Sylvan, X-Rayed, suena más duro y oscuro; se trata de otro álbum conceptual, en el que cada canción cuenta una historia de personas que se enfrentan a una situación emocional. La gira de 2004 por Alemania y Europa incluyó una aparición en el festival Rites of Spring de Pensilvania (EE. UU.) y el acompañamiento de Marillion en Colonia.
Sylvan produjo luego dos álbumes, ambos publicados en abril de 2006. Posthumous Silence habla de un padre que lee el diario de su hija en apariencia muerta y se entera de su desesperación. Presets tenía canciones más cortas y pegadizas con la intención de dar a conocer la música de Sylvan a un mayor número de aficionados al rock.
Poco después de terminar esta obra, el guitarrista fundador Kay Söhl abandonó el grupo. Fue sustituido a fines de 2007 por Jan Petersen, quien se había desempeñado como guitarrista invitado en el espectáculo en directo Posthumous Silence.

## Integrantes

### Formación actual
- Volker Söhl - teclados (1990 - actualmente)
- Matthias Harder - percusiones (1990 - actualmente)
- Marco Glühmann - vocal (1995 - actualmente)
- Sebastian Harnack - bajo (2000 - actualmente)

### Exintegrantes
- Kay Söhl - guitarra (1990 - 2007)
- Marko Heisig - voz (1991)
- Matthias Koops - voz (1992)
- Jan Petersen - guitarra (2007 - 2013)

## Discografía

### Álbumes de estudio
- 1999: Deliverance
- 2000: Encounters
- 2002: Artificial Paradise
- 2004: X-Rayed
- 2006: Posthumous Silence
- 2007: Presets
- 2009: Force of Gravity
- 2012: Sceneries
- 2015: Home
- 2021: One to Zero

### Recopilaciones
- 2008: Posthumous Silence (DVD en directo)
- 2008: Leaving Backstage (álbum doble en directo)